# Denis-Marie Pellissier
Denis-Marie Pellissier est un homme politique français né le 25 mai 1765 à Saint-Rémy-de-Provence (Bouches-du-Rhône) et mort le 5 janvier 1829 à Nyon (Suisse).

## Biographie
Son père, André Pellissier, médecin, est élu député aux États généraux de 1789.

### Suppléant à la Législative
La France devient une monarchie constitutionnelle en application de la constitution du 3 septembre 1791. 
Le même mois, Denis-Marie Pellissier, alors médecin, est élu député suppléant du département des Bouches-du-Rhône, le deuxième sur trois, à l'Assemblée nationale législative. Il n'est cependant pas appelé à siéger. 
La monarchie prend fin à l'issue de la journée du 10 août 1792 : les bataillons de fédérés bretons et marseillais et les insurgés des faubourgs de Paris prennent le palais des Tuileries. Louis XVI est suspendu et incarcéré avec sa famille à la tour du Temple. 

### Mandat à la Convention
En septembre 1792, Denis-Marie Pellissier est réélu député suppléant des Bouches-du-Rhône, le deuxième sur sept, à la Convention nationale. Il est appelé à siéger dès l'ouverture de la session à la faveur du désistement de Jean-Louis Carra, qui opte pour le département de Saône-et-Loire. 
Il siège sur les bancs de la Plaine. Lors du procès de Louis XVI, il vote la mort, et rejette l'appel au peuple et le sursis à l'exécution de la peine. Le 13 avril 1793, il est absent lors du scrutin sur la mise en accusation de Jean-Paul Marat. Le 28 mai, il vote en faveur du rétablissement de la Commission des Douze. 
Le 9 fructidor an II (le 26 août 1794), il est envoyé en mission dans les départements de la Dordogne et du Lot-et-Garonne. 

### Du mandat aux Cinq-Cents à l'exil
En 1795, il est commissaire du Directoire dans les Bouches-du-Rhône puis administrateur du département. Il est réélu au Conseil des Cinq-Cents, le 23 germinal an VI. En 1800, il est conseiller général.
Frappé par la loi d'exil des régicides, en 1816, il part à Constance, puis à Nyon .
Il épouse le 4 octobre 1786 Louise Claire Raynaud, fille de l'avocat Toussaint Raynaud, puis le 31 juillet 1796 à Aix-en-Provence Marie Magdeleine Aimée Salomé Durand, fille de l'avocat Jacques Durand. Deux de ses fils seront maires de Saint-Rémy-de-Provence : Jules et André-Toussaint Pellissier.